# 銀座ルノアール
株式会社銀座ルノアール（ぎんざルノアール）は「喫茶室ルノアール」などの喫茶店チェーンを展開している会社。

## 概要
都市型喫茶店として創業以来、早くからチェーン化を図り、喫茶店の直営店チェーンとしては業界の大手に成長。1989年（平成元年）11月には業界で初めて株式店頭公開を行った。
駅前での展開が多いにもかかわらず、他のチェーン展開をしているコーヒーショップと比較してもゆったりとした座席配置となっている。
全店舗で無線LANサービスを利用でき、ノートパソコンや携帯電話充電のための電源として配線用差込接続器も開放し、貸し会議室を「マイスペース」として都内店舗に設置しビジネスユーズに応えている。
また、低価格セルフサービス型コーヒーショップ「NEW YORKER'S Cafe」、中価格フルサービス型コーヒーショップ「カフェ・ミヤマ」も積極的に展開を図っている。
2013年にキーコーヒー株式会社が資産管理会社の株式を取得し、同社の傘下に入った。
元々はボランタリーチェーンとして運営されていたため、一部に直営店ではない「ルノアール」が存在する（2019年現在、恵比寿・大塚・吉祥寺・新小岩・神田淡路町に計6店舗）。ボランタリーチェーン店では一部のメニュー構成が異なる、無線LANサービスや電源コンセント開放サービスがないなど、直営店とサービスが異なる場合がある。

## 創業

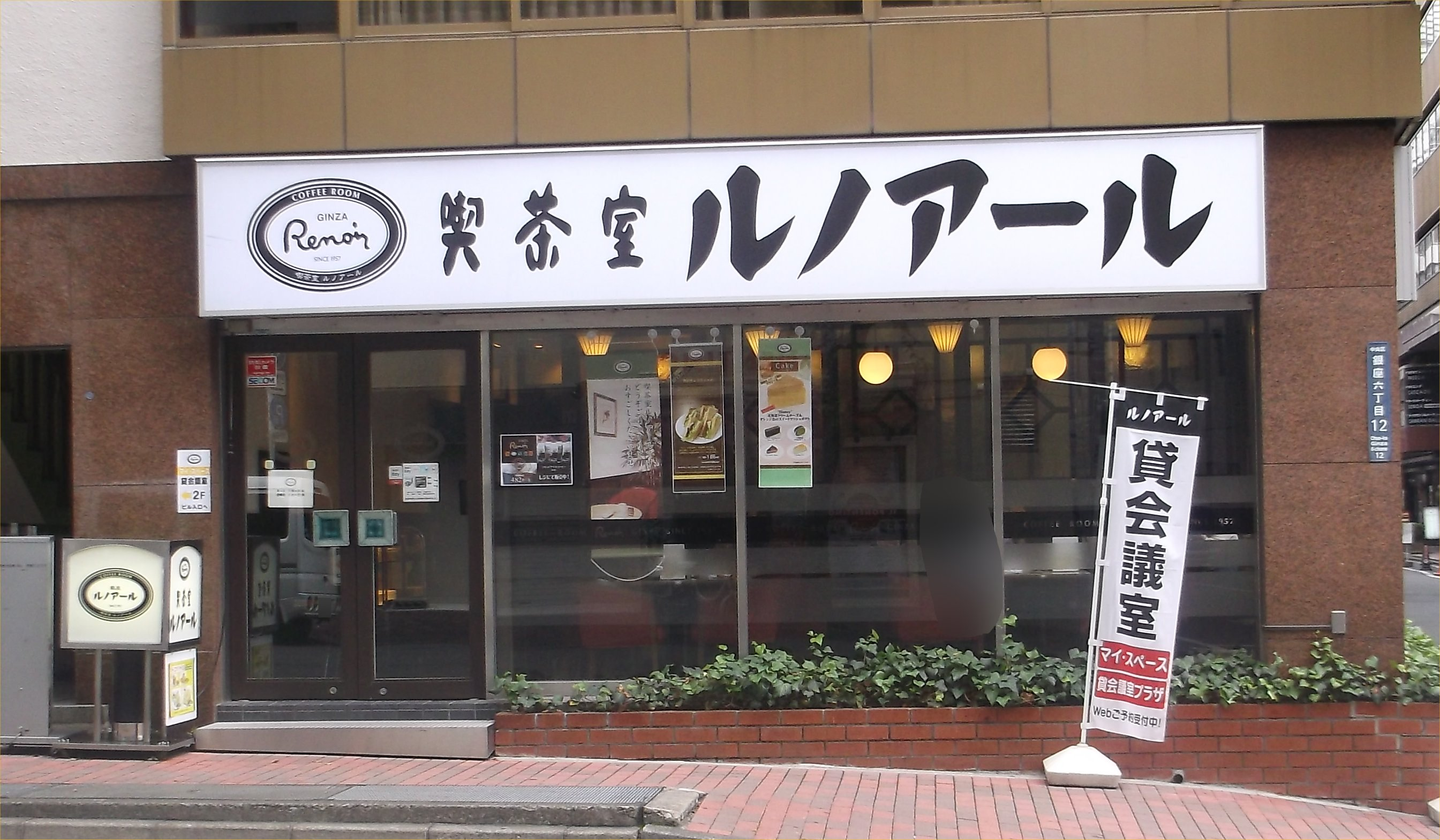
喫茶室「ルノアール」銀座6丁目店

東京都中野区の煎餅店、有限会社花見煎餅（1955年10月設立）が1957年10月に四谷に喫茶店を開業したのが銀座ルノアールの前身である。その後、同社は喫茶店事業の展開を図るために喫茶部を独立させて有限会社花見商事を設立、日本橋に開店したのが第1号店となる。
元が煎餅店だっただけに創業当初は日本茶と煎餅のセットがあった。ルノアールの特徴ともいうべきロビー風喫茶室のスタイルは、「絨毯に金をかけすぎて資金不足となり、苦し紛れに椅子をまばらに配置したところ意外と客に好評だったため始めた」と創業者の小宮山正九郎が語っている。このスタイルの基礎は1965年に開店した江古田店において確立した。

## 店舗展開

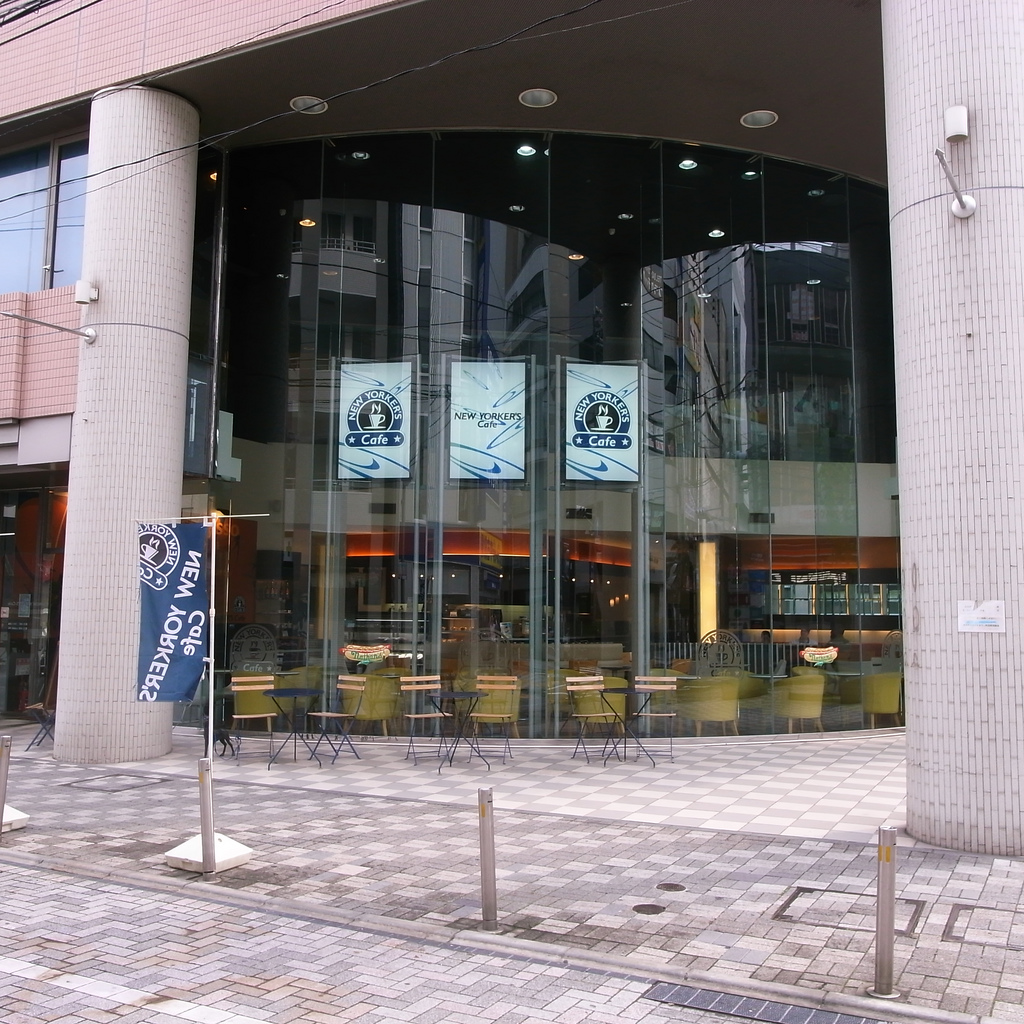
ニューヨーカーズ・カフェ 町田中央通り店

2022年11月現在、東京都と神奈川県、埼玉県、千葉県で店舗展開している。千葉県内にはかつて市川市内の本八幡駅近くに店舗があったが2012年頃に閉店し、一度は千葉県内から撤退していたが、2022年11月1日、千葉市内の千葉駅近くに千葉東口駅前店が開業し、千葉県内に店舗が10年ぶりに戻ってきた。千葉県内における直営店の出店は史上初だという。
2015年、「ミヤマ珈琲」業態で熊本県内にもフランチャイズ店を2店舗出店したが後に閉店した。
店舗の立地としては主要駅の駅前ではなく少し離れたところにある、経年したビルにある例が多い。これは家賃を軽減するためのみならず、ビルの建て替えで退去する際に支払われる立退料が経営上無視できない割合を占めている、という指摘がある。

### 現行の業態
- 喫茶室ルノアール - 従来からの業態。メニューに昆布茶、ハニートーストがある。
- カフェ・ルノアール - メニューにエスプレッソ、カフェ・ラテがある。
- ニューヨーカーズ・カフェ - セルフ方式のエスプレッソカフェ。
- カフェ・ミヤマ - 若い女性をターゲットにしたフルサービスの新業態。
- ミヤマ珈琲 - 朝霞市を皮切りに展開する新業態。ログハウスをイメージしている。
- 貸会議室マイ・スペース - 喫茶店併設の会議室。その他、貸会議室プラザ八重洲北口、貸会議室マイスペース&ビジネスブース池袋西武横店がある。
- 瑠之亜珈琲 - 世界各国の農園から栽培される厳選した豆を二つの違った抽出方法で入れたスペシャルティコーヒーを提供。
- BAKERY HINATA - 小麦本来の風味を感じるバラエティ豊かなラインナップ。生地から作る「スクラッチ製法」の焼き立てパンを提供。

### かつての業態
- ブルックボンド - 紅茶専門店[3]。
- アートサンズ[3] - ハンバーガー店[7]。
- アグリーダックリング - アイスクリーム製造販売[3]。
- 蕎麦処羽前[8] - 日本そば店[9]。
- ニューヨーカーズ・クレープ[10]
- ブレンズコーヒー - カナダのブレンズコーヒーの日本でのフランチャイズ展開。

## 沿革
- 1964年（昭和39年）10月、有限会社花見煎餅の喫茶部独立のため有限会社花見商事（資本金1,000万円）を設立、日本橋に第1号店を開店する。
- 1970年（昭和45年）5月 - 有限会社花見企画（有限会社モンブラン珈琲販売）を設立する。
- 1971年（昭和46年）2月 - 有限会社銀座ルノアール（現・連結子会社）を設立する。
- 1979年（昭和54年）5月 - 組織・社名変更により株式会社銀座ルノアールとなる。資本金7,350万円に増資。
- 1983年（昭和58年）7月 - 立川駅前店の開店により100店舗に達する。
- 1983年（昭和58年）12月、喫茶業としては初のPOSシステムを導入する。
- 1984年（昭和59年）7月 - 株式会社アートコーヒーとの共同出資により、株式会社アミーゴを設立する。
- 1988年（昭和63年）4月 - 株式会社ニュー花見（1987年7月設立）および有限会社花見珈琲を吸収合併する。
- 1989年（平成元年）6月 - 本社を東京都杉並区高円寺北2丁目2-1に移転する。
- 1989年（平成元年）11月、株式を店頭売買銘柄として社団法人日本証券業協会に登録する。
- 1990年（平成2年）11月 - 自家発行型プリペイドカードを導入する。
- 1995年（平成7年）12月 - 株式会社ステラ（埼玉県和光市）の全株式を取得し、株式会社モンブラン珈琲に社名変更。自家焙煎を始める。
- 1997年（平成9年）7月 - 本店を東京都杉並区高円寺北2丁目2-5に移転する。
- 1998年（平成10年）10月23日 - キャンベルスープを喫茶メニューに加えた新業態「ニューヨーカーズ・カフェ」1号店を開店[11]。
- 1999年（平成11年）6月 - 低価格形態のコーヒーショップ「スープカフェ・ニューヨーカーズ室町店」を開店する。
- 2000年（平成12年）6月 - 株式会社羽前を設立し、日本そば事業に進出する。
- 2003年（平成15年）6月 - 小宮山正九郎が社長を退任して会長に就任、小宮山文男が社長に就任する[12]。
- 2003年（平成15年）7月 - 新業態の喫茶店「カフェ・ミヤマ」1号店を新宿南口へ出店する。
- 2003年（平成15年）10月 - 株式会社アミーゴ、株式会社モンブラン珈琲および有限会社モンブラン珈琲販売を合併する。
- 2004年（平成16年）5月 - 株式会社羽前（連結子会社）の株式を売却し、日本そば事業より撤退する。
- 2004年（平成16年）12月 - 日本証券業協会への店頭登録を取り消し、ジャスダックに株式を上場する。
- 2007年（平成19年）12月 - 電子マネーのEdyを導入する。
- 2008年（平成21年）2月 - 「プラザ八重洲北口」を開店、貸会議室の拡大を図る。
- 2011年（平成23年）6月 - 本店を東京都中野区中央4丁目60-3に移転する。
- 2012年（平成24年）3月 - 「ブレンズコーヒー」をFC展開する株式会社ビーアンドエムの全株式を取得し子会社化する[13]。
- 2013年（平成25年）1月 - キーコーヒー株式会社との資本・業務提携を締結[14]、キーコーヒーが資産管理会社の有限会社花見煎餅（現・有限会社オーギュスト）の全株式を取得し筆頭株主となる[15]。
- 2013年（平成25年）7月 - 東京証券取引所と大阪証券取引所の統合に伴い、東京証券取引所JASDAQ(スタンダード)に上場。
- 2015年（平成27年）7月 - 新業態の喫茶店「瑠之亜珈琲」1号店を東京都中央区銀座に出店する。
- 2015年（平成27年）9月 - 「ミヤマ珈琲」のフランチャイズ1号店を熊本県熊本市に出店する。
- 2016年（平成28年）12月 - 「喫茶室ルノアール」を大正ロマンから昭和モダンを空間コンセプトにしたデザインに変更し「新宿ハルク横店」をリニューアルオープンする。
- 2018年（平成30年）6月 - クレジットカード・電子マネー（Edyは導入済）決済サービスの取り扱いを開始する。
- 2018年（平成30年）9月 - 「カフェ・ルノアール」ブランドをリブランディングし、目黒東口駅前店を1号店としてオープンする。
- 2021年（令和3年）9月 - 新事業のベーカリー事業「BAKERY HINATA」1号店をさいたま市大宮区に出店する。
- 2022年  (令和4年) 3月 - 株式会社シャトレーゼとのフランチャイズ契約を締結する。
- 2022年  (令和4年) 4月 - 東京証券取引所の市場区分の見直しにより、東京証券取引所のJ ASDAQからスタンダード市場に移行。
- 2022年  (令和4年) 7月 - 「シャトレーゼ」1号店を東京都中野区に出店する。

## 事業再編の動き
ブレンズコーヒーを子会社化
2012年3月、銀座ルノアールは喫茶店のFC運営による業績拡大を目的として、株式会社ビーアンドエム（東京・新宿）の全株式を取得し同社を子会社化した。これによりカナダのブレンズコーヒー社の日本におけるマスターフランチャイズ権を獲得し、「ブレンズコーヒー」ブランドの店舗展開を進める。
キーコーヒーの傘下へ
銀座ルノアールはコーヒー豆や喫茶店商材の大半をキーコーヒー株式会社から供給を受けるなど同社との業務提携を進めてきたが、2013年1月に筆頭株主だった有限会社花見煎餅の全株式をキーコーヒー株式会社へ譲渡、キーコーヒー株式会社の資本傘下に入ることになった。2社の資本・業務提携によるメリットは、ルノアールは物流に加えて商品開発や出店戦略でもキーコーヒーのサポートが得られる。そして、キーコーヒーは顧客として抱える個人喫茶店の弱体化に対しルノアールの店舗ノウハウをフィードバックすることができ、またセルフサービス型喫茶店と一線を画したスタイルの喫茶店需要の掘り起こしを狙うことができるというものである。

## テレビ番組
- 日経スペシャル カンブリア宮殿 伝統と革新で成長、業界唯一無二の喫茶店（2019年10月10日、テレビ東京）[18]